# Théodemir (roi suève)
Pour les articles homonymes, voir Théodemir.
Théodomir (en espagnol : Teodomiro), mort en 570, est roi des Suèves de 559 à sa mort.

## Biographie
En 558 ou 559, il succède à Cararic et devient roi des Suèves en Galice.
Il autorise la réunion du premier concile de Braga le 1er mai 561. Roi arien sans cesse confronté à la menace des Wisigoths ariens d'Espagne, il adopte le christianisme nicéen en 569, au concile de Lugo. 

### Sources
- (en) Cet article est partiellement ou en totalité issu de l’article de Wikipédia en anglais intitulé « Theodemar » (voir la liste des auteurs).